# Ophiolepis
Genre
Ophiolepis est un genre d'ophiures de la famille des Ophiolepididae.

## Description et caractéristiques
Ce sont des ophiures caractéristiques, constituées d'un disque central arrondi et sub-pentagonal, d'où émergent cinq bras longs et fins. Ces ophiures sont de bonne taille (facilement une dizaine de centimètres, parfois jusqu'à vingt), et d'allure relativement robuste. Leur disque central est large, avec souvent des plaques en relief marqué et des motifs colorés (qui persistent parfois après le séchage de l'animal). 
Ce sont essentiellement des espèces de faible profondeur ; on en trouve dans tous les principaux bassins océaniques du monde, mais principalement sous les tropiques. Leur biologie demeure relativement mal connue, mais ce sont probablement des détritivores omnivores et opportunistes ; elles vivent généralement cachées la journée et sortent de nuit pour se nourrir. 

## Liste des espèces
Selon World Register of Marine Species (4 novembre 2014) :
- Ophiolepis affinis Studer, 1882
- Ophiolepis ailsae Hendler & Turner, 1987
- Ophiolepis biscalata McKnight, 2003
- Ophiolepis cardioplax Murakami, 1943
- Ophiolepis crassa Nielsen, 1932
- Ophiolepis elegans Lütken, 1859
- Ophiolepis elongata (Say, 1825)
- Ophiolepis fulva H.L. Clark, 1940
- Ophiolepis gemma Hendler & Turner, 1987
- Ophiolepis grisea H.L. Clark, 1940
- Ophiolepis impressa Lütken, 1859
- Ophiolepis irregularis Brock, 1888
- Ophiolepis kieri Hendler, 1979
- Ophiolepis nodosa Duncan, 1887
- Ophiolepis pacifica Lütken, 1856
- Ophiolepis paucispina (Say, 1825)
- Ophiolepis pawsoni Hendler, 1988
- Ophiolepis plateia Ziesenhenne, 1940
- Ophiolepis rugosa Koehler, 1898
- Ophiolepis superba H.L. Clark, 1915
- Ophiolepis tenorii (Delle Chiaje, 1825)
- Ophiolepis unicolor H.L. Clark, 1938
- Ophiolepis variegata Lütken, 1856
- Ophiolepis damesi Wright, 1874 †
- Ophiolepis eocaenus (Leriche, 1931) †
- Ophiolepis estarensis Barbier, Debelmas & Latreille, 1957 †
- Ophiolepis falsa Jagt, 2001 †
- Ophiolepis gracilis Allman, 1863 †
- Ophiolepis granulata Kutscher & Jagt, 2000 †
- Ophiolepis linea Kutscher & Jagt, 2000 †
- Ophiolepis pulchra (Valette, 1915) †
- Ophiolepis raincsaki Detre, 1983 †
- Ophiolepis shanxiensis Yang, Yin & Lin, 1979 †
- Ophiolepis ulmensis Boehm 1889 †
- Ophiolepis balatonica Detre & Mihaly, 1987 †
- Ophiolepis bertrandi Lanquine, 1916 †

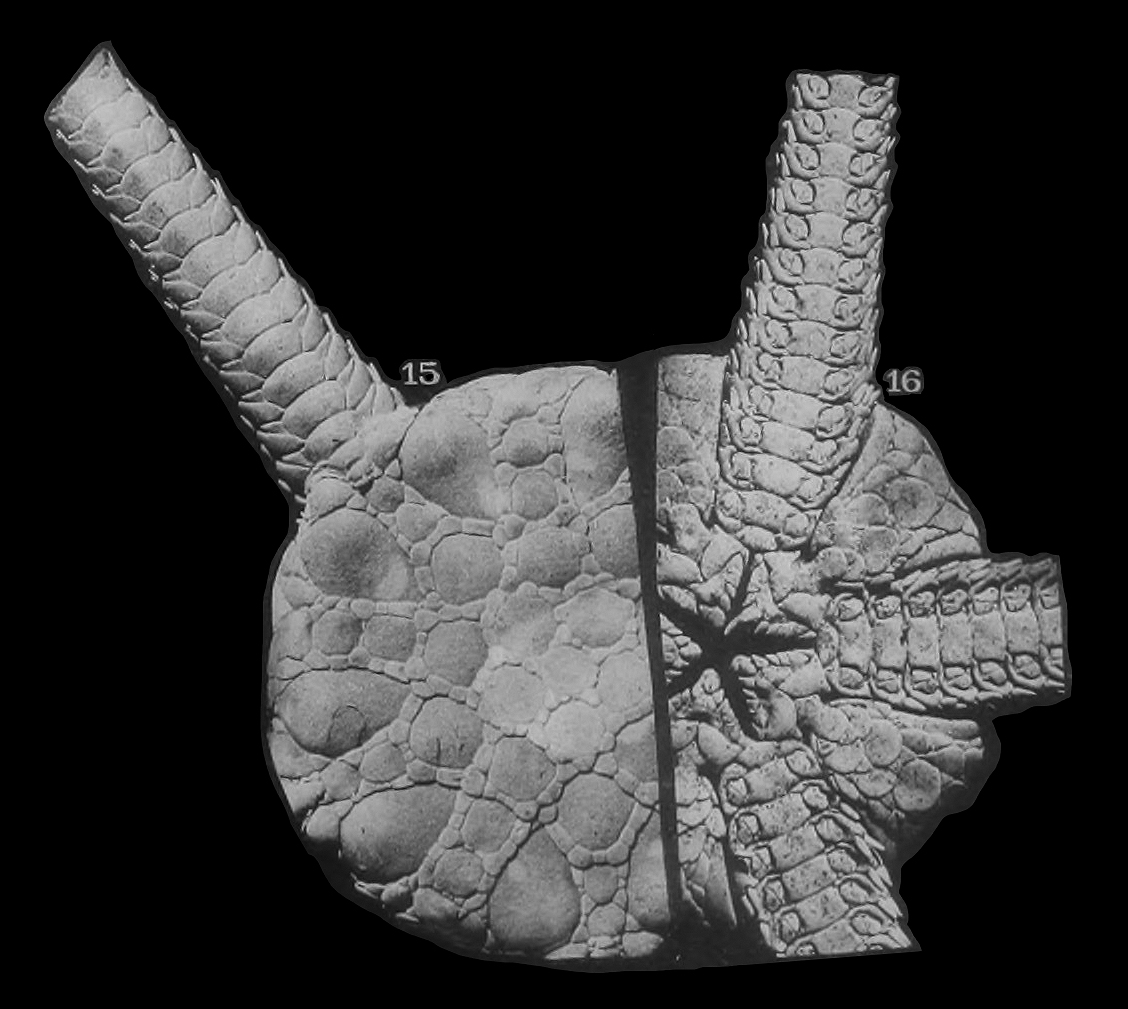
Ophiolepis affinis
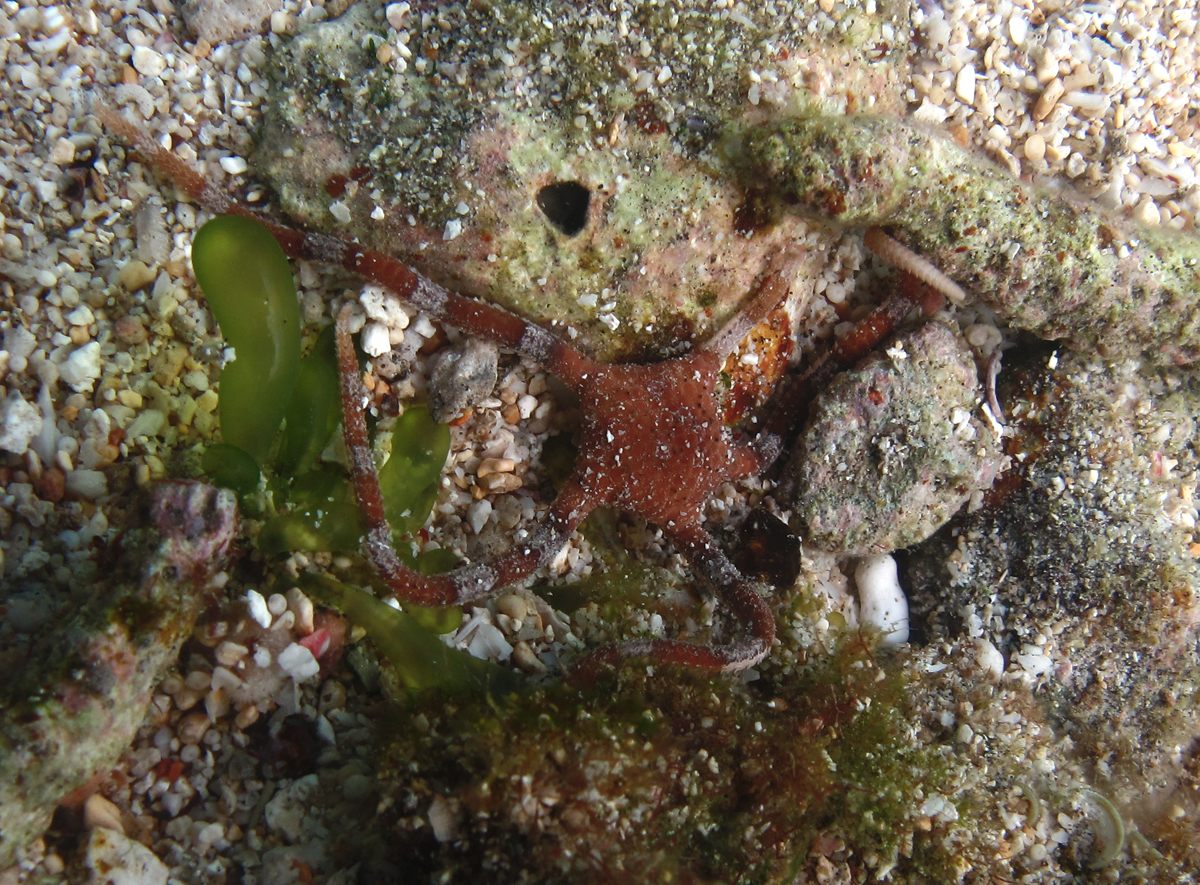
Ophiolepis cincta
Ophiolepis crassa
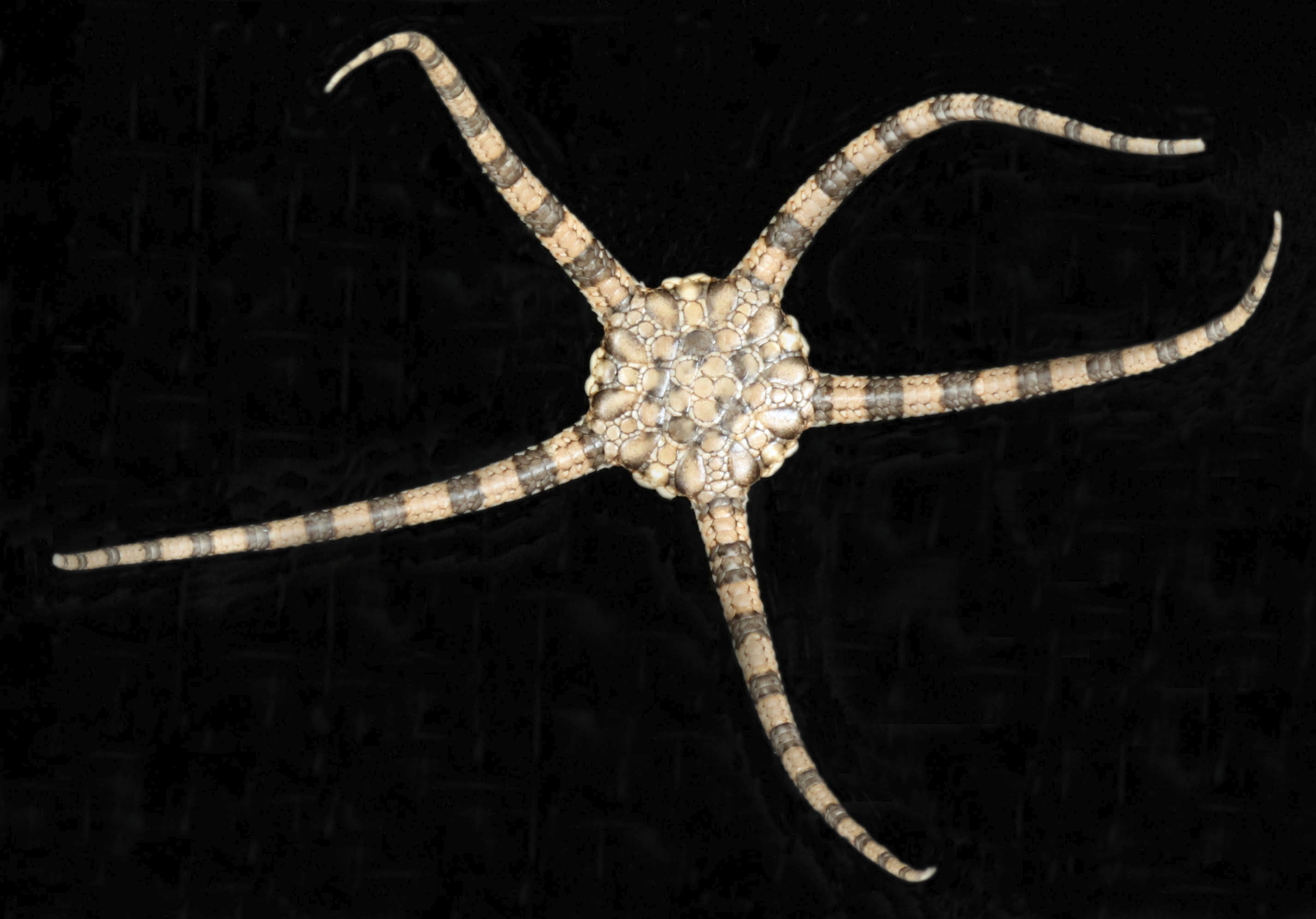
Ophiolepis elegans
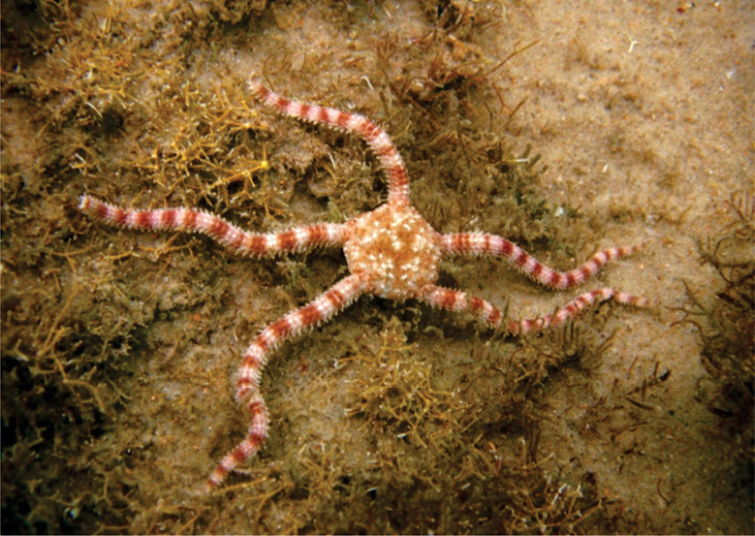
Ophiolepis impressa
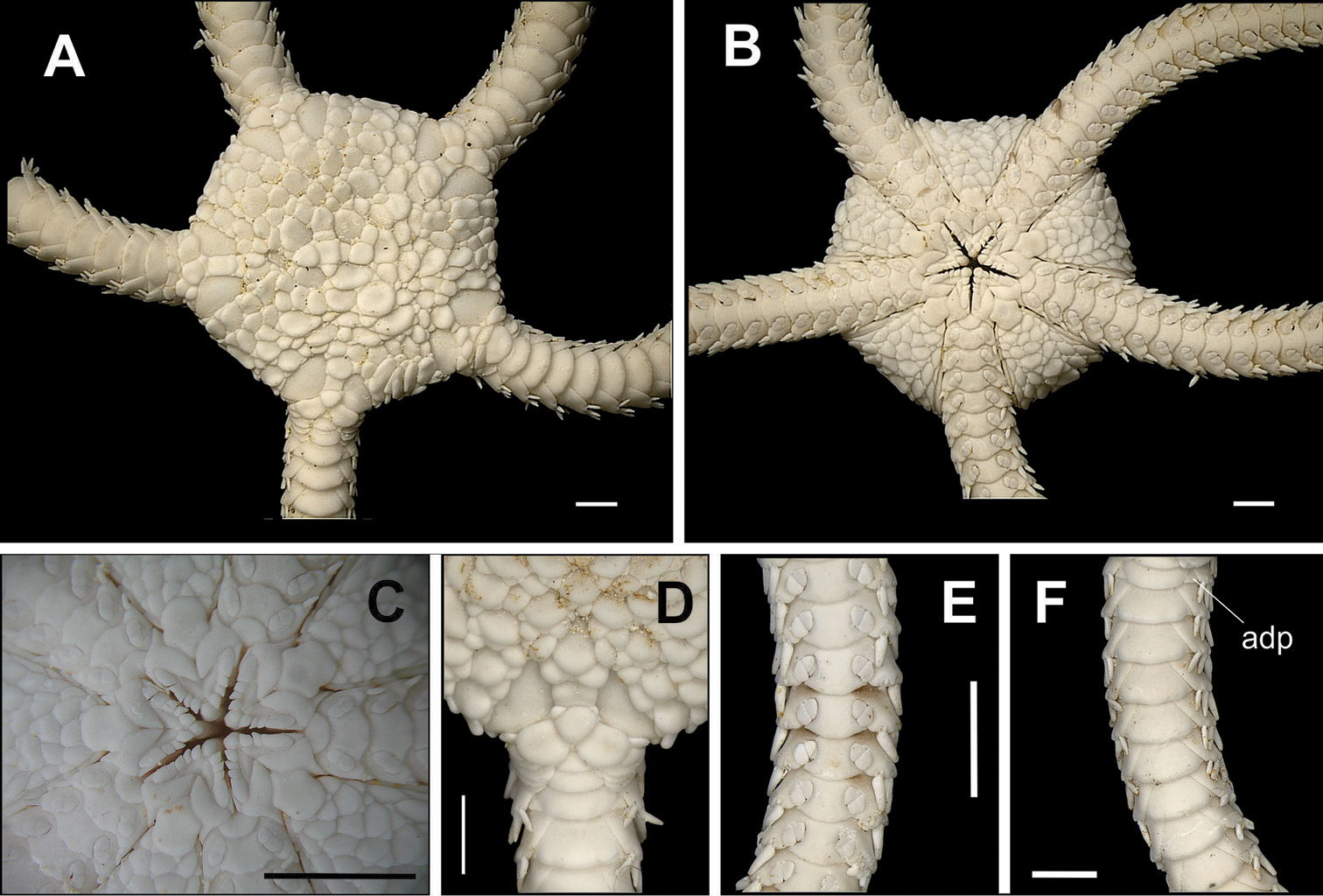
Ophiolepis impressa (détails)
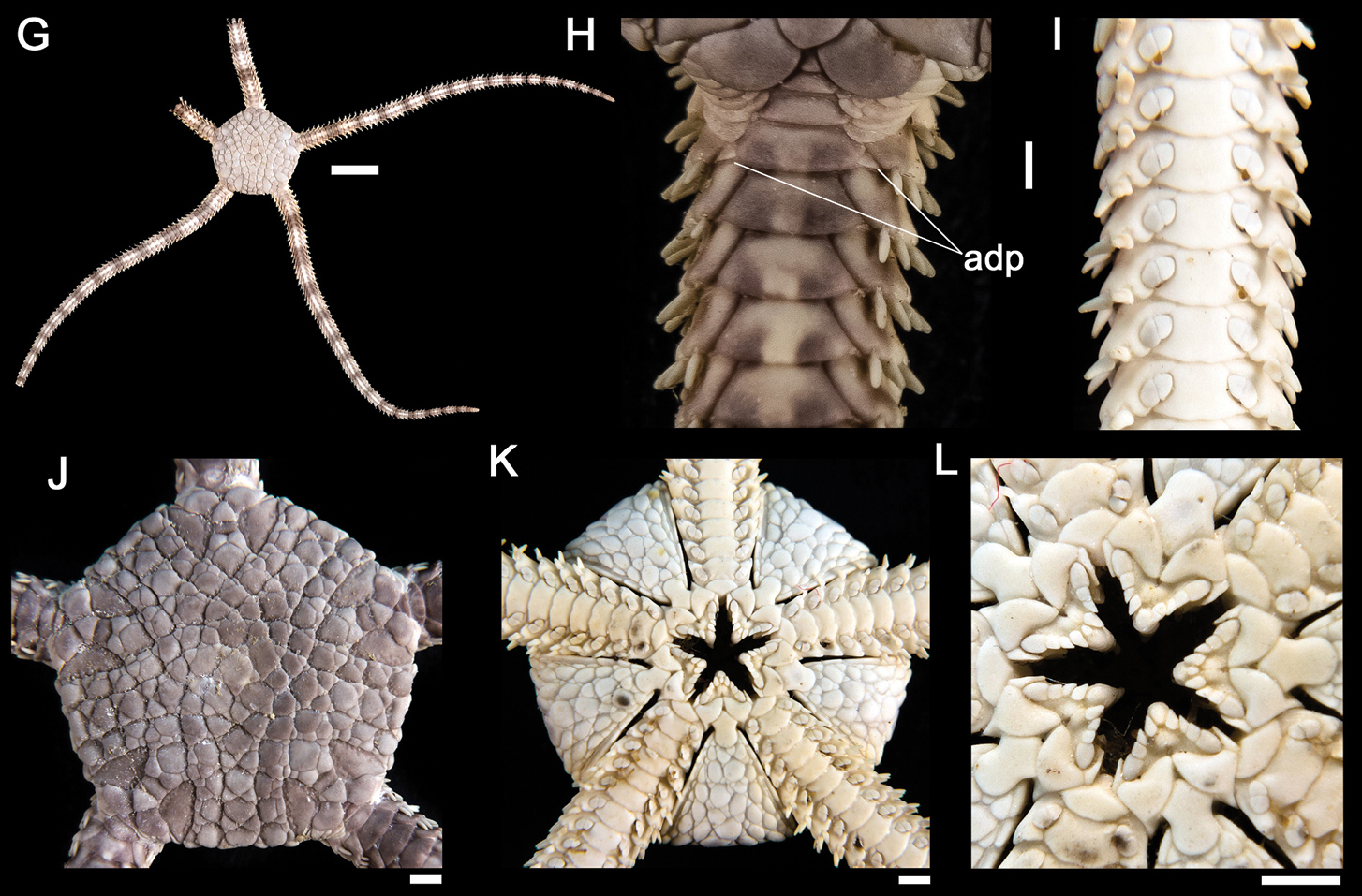
Ophiolepis pacifica
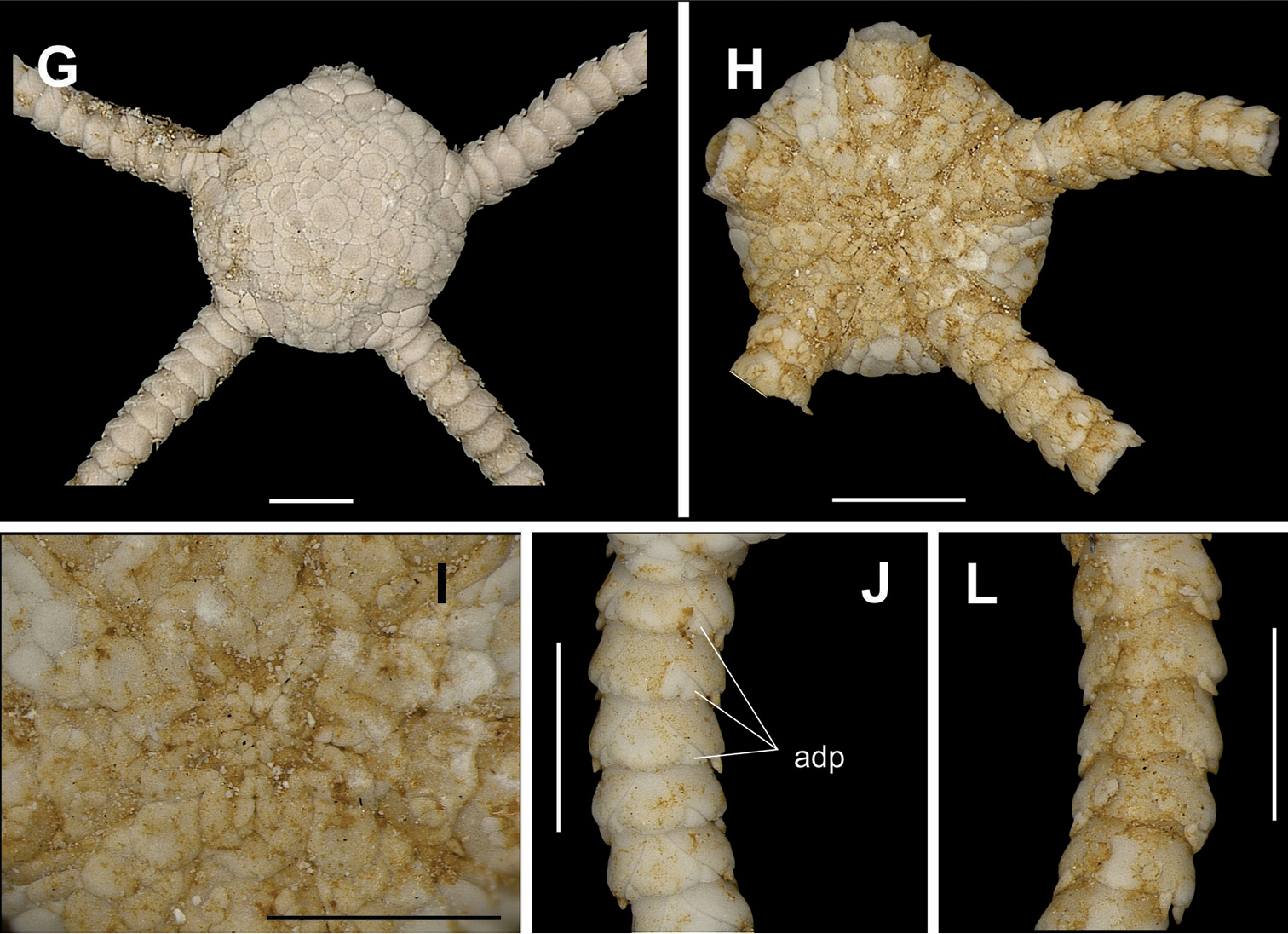
Ophiolepis paucispina
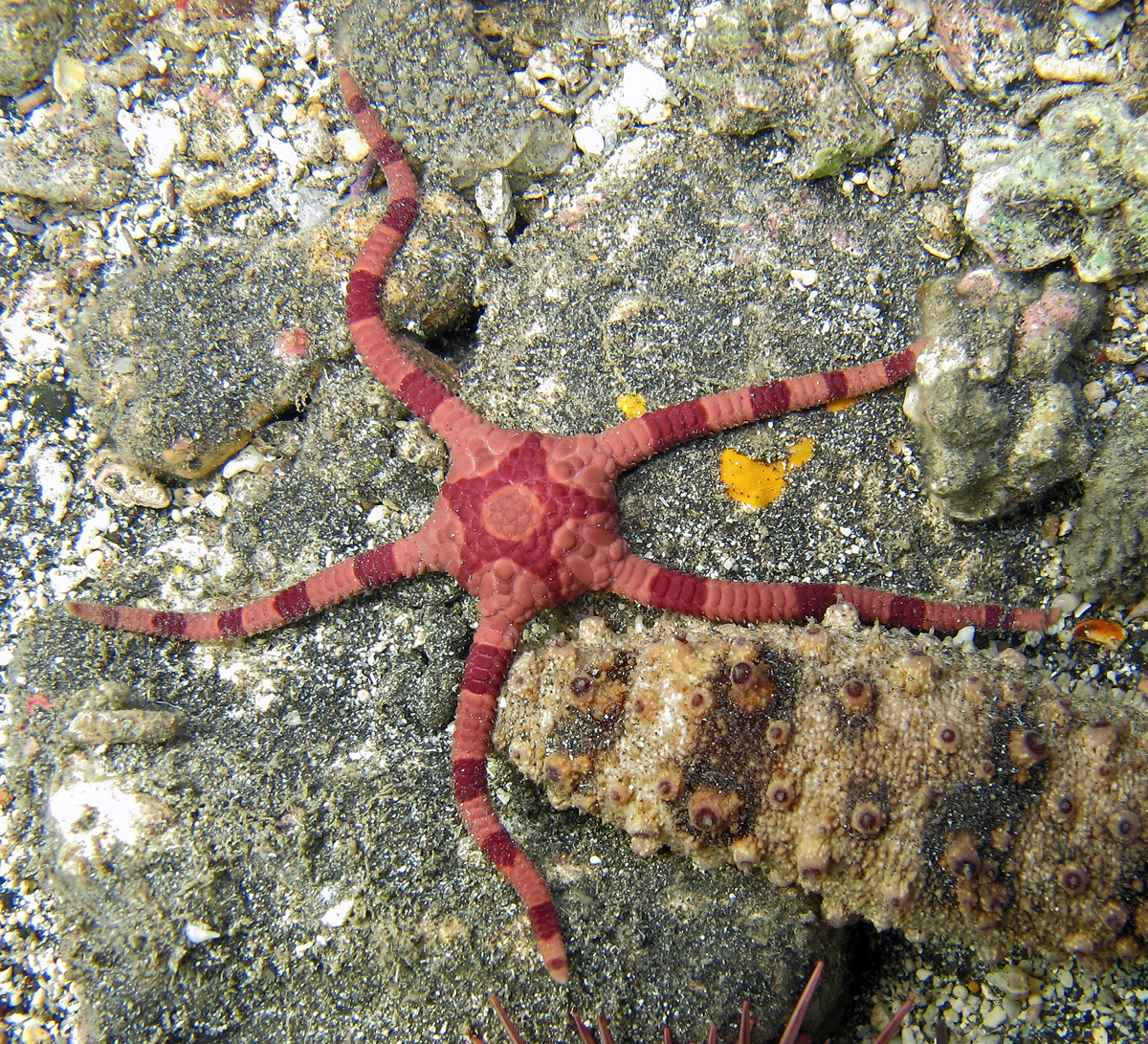
Ophiolepis superba
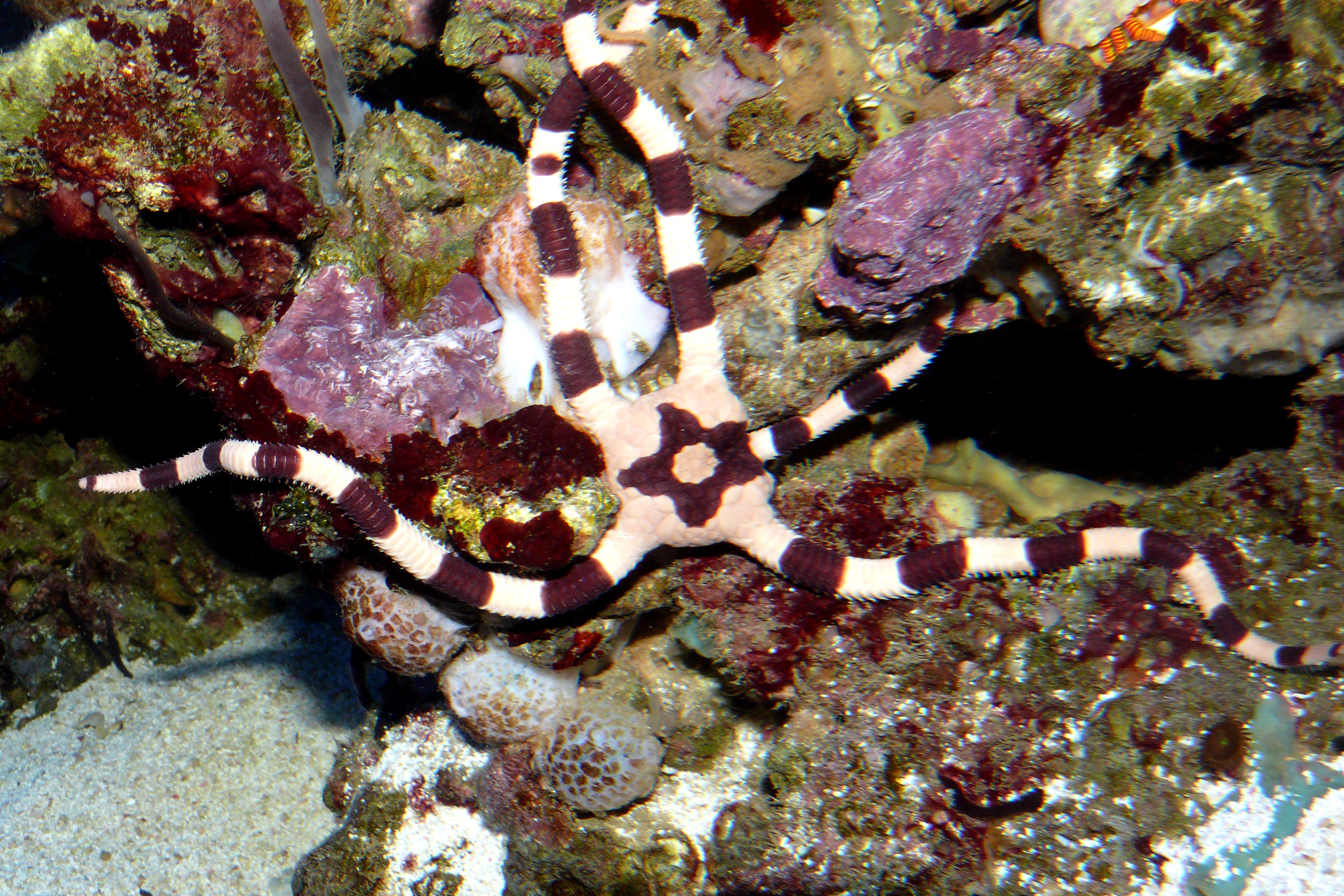
Ophiolepis superba (livrée alternative)
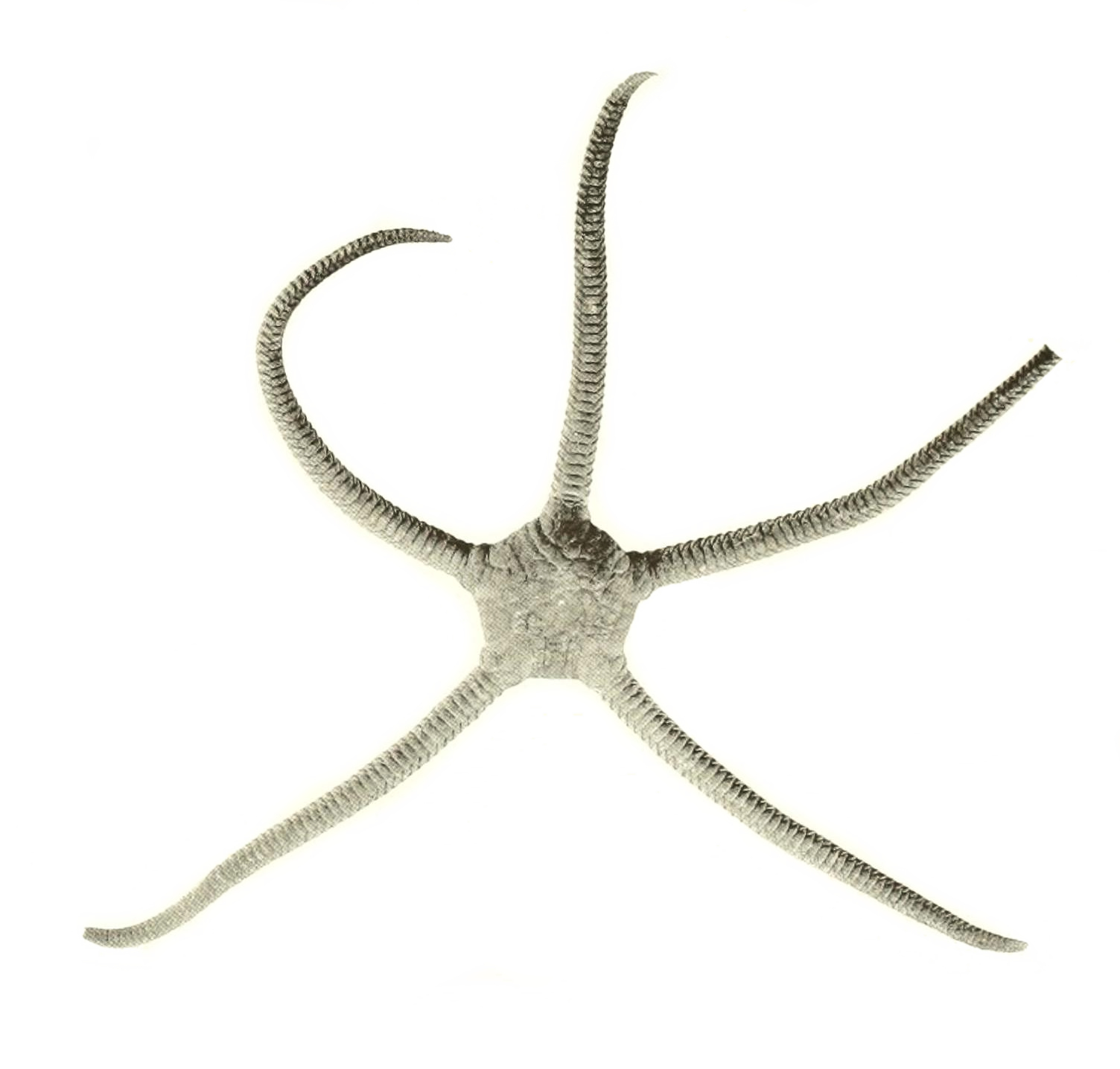
Ophiolepis unicolor